# Schoorkuilen
De Schoorkuilen zijn een natuur- en natuurontwikkelingsgebied in de Nederlandse gemeente Nederweert. Ze liggen tussen de dorpjes Schoor en Nederweert-Eind aan weerszijden van het Kanaal Wessem-Nederweert langs de wegen Kwegt, Wessemerdijk en Schoordijk.
Het betreft een uitgestrekt voormalig vennengebied, dat bij aanleg van het Kanaal Wessem-Nederweert werd gedempt met het vrijkomende zand. In de periode 2007-2009 is een 40 ha groot gedeelte van het gebied door Rijkswaterstaat hersteld bij wijze van natuurcompensatieproject. Het gebied zal na oplevering worden overgedragen aan het Het Limburgs Landschap. Een enkel perceeltje gelegen aan de Kwegt werd rond 2000 reeds hersteld bij wijze van proefneming.
De Schoorkuilen maken deel uit de keten Peelvennen en van het Einderbeekgebied en sluit aan bij het gebied Sarsven en De Banen. Enkele door hun uiterst oostelijke ligging gespaard gebleven en herstelde percelen van de Schoorkuilen werden opgenomen in het Natura2000-gebied Sarsven en De Banen.